# 24 محرم
- السبت
- الأحد
- الاثنين
- الثلاثاء
- الأربعاء
- الخميس
- الجمعة

- 306 يوليو 2024
- 17 يوليو 2024
- 28 يوليو 2024
- 39 يوليو 2024
- 410 يوليو 2024
- 511 يوليو 2024
- 612 يوليو 2024
- 713 يوليو 2024
- 814 يوليو 2024
- 915 يوليو 2024
- 1016 يوليو 2024
- 1117 يوليو 2024
- 1218 يوليو 2024
- 1319 يوليو 2024
- 1420 يوليو 2024
- 1521 يوليو 2024
- 1622 يوليو 2024
- 1723 يوليو 2024
- 1824 يوليو 2024
- 1925 يوليو 2024
- 2026 يوليو 2024
- 2127 يوليو 2024
- 2228 يوليو 2024
- 2329 يوليو 2024
- 2430 يوليو 2024
- 2531 يوليو 2024
- 261 أغسطس 2024
- 272 أغسطس 2024
- 283 أغسطس 2024
- 294 أغسطس 2024
- 15 أغسطس 2024
- 26 أغسطس 2024
- 37 أغسطس 2024
- 48 أغسطس 2024
- 59 أغسطس 2024

24 مُحرَّم أو 24 مُحرَّم الحرام أو يوم 24 \ 1 (اليوم الرابع والعشرين من الشهر الأوَّل) هو اليوم الرابع والعشرين من أيَّام السنة وفق التقويم الهجري القمري (العربي). يبقى بعده 330 أو 331 يومًا لانتهاء السنة.

## أحداث
- 491هـ - حاكم دمشق دقاق بن تتش يقوم بمحاولة لنجدة أنطاكية المحاصرة من قبل الصليبيين.
- 1082هـ - العثمانيون يعلنون الحرب على بولندا.
- 1273هـ - بدأ العمل في أول خط سكك حديدية بمصر بين القاهرة والإسكندرية.
- 1317هـ - تنحية الشيخ حسونة النواوي عن مشيخة الجامع الأزهر، وهو الإمام الثالث والعشرون في سلسلة مشايخ الجامع سالف الذكر، وتولية الشيخ عبد الرحمن القطب النواوي خلفًا له.
- 1325هـ - صدور العدد الأول من صحيفة «الجريدة» التي رأس تحريرها أحمد لطفي السيد، وقد حملت الجريدة لواء الدعوة إلى «المصرية»، ومعارضة الاتجاه إلى الدولة العثمانية.
- 1349هـ - وزير الخارجية العراقي نوري السعيد يوقع معاهدة تحالف مع بريطانيا، كرّست فيها معاهدة 1922 التي ضمنت لبريطانيا بعد إلغاء الانتداب على العراق السيطرة التامة على مقدرات البلاد الاقتصادية والسياسية والعسكرية، وكانت مدتها 25 عامًا. وأثارت هذه المعاهدة غضب العراقيين، فقامت ضدها معارضة كبيرة، منها ثورة عشائر الفرات الأوسط سنة 1935م.
- 1356هـ - الشاعر بيرم التونسي يعيد إصدار جريدة السردوك الهزلية بالاتفاق مع صاحب امتيازها الشاذلي الفهري، إلا أن السلطات الاستعمارية الفرنسية في تونس عطلتها بعدما نفت بيرم من الأراضي التونسية نهائيًّا.
- 1362هـ - القائد الألماني إرفين روميل يطرد الأمريكيين والفرنسيين من مدينة قفصة التونسية، ويستولي عليها أثناء الحرب العالمية الثانية.
- 1399هـ - اندلاع مظاهرات عنيفة جداً ضد الأمريكيين في طهران.
- 1411هـ - العراق يسحب قواته من إيران ويعلن قبوله «بمعاهدة الجزائر» والقاضية بتقسيم شط العرب بينهما.
- 1429هـ - حاكم إمارة دبي الشيخ محمد بن راشد آل مكتوم يعين نجله حمدان بن محمد بن راشد آل مكتوم وليًا للعهد في الإمارة.
- 1431هـ - وزير الخارجية المصري أحمد أبو الغيط يعلن أن بلاده قررت منع أي قوافل مساعدات إنسانية لغزة من عبور أراضيها مهما يكن مصدرها أو نوعية القائمين عليها.
- 1432هـ - محكمة إسرائيلية تدين الرئيس الأسبق موشيه كتساف بتهم اغتصاب وتحرش بموظفات سابقات عملن معه.
- 1435هـ - اختيار دبي لاستضافة نسخة إكسبو 2020 التابعة لمعرض إكسبو الدولي في سنة 2020م.

## مواليد
- 1269 هـ - داود صليوا، صحفي ومدرس وشاعر عراقي.
- 1329هـ - محمود السباع، ممثل مصري.
- 1343هـ - أحمدو أهيجو، رئيس الكاميرون.
- 1347هـ -
  - إلياس جيمس خوري، عالم كيمياء أمريكي من أصل لبناني حاصل على جائزة نوبل في الكيمياء.
  - محمد مهدي عاكف، مرشد عام جماعة الإخوان المسلمون.
- 1353هـ - زين العشماوي، ممثل مصري.
- 1357هـ - مجيد طوبيا، أديب مصري.
- 1397هـ - ناصر العثمان، لاعب كرة قدم كويتي.
- 1399هـ - ييلديراي باشتورك، لاعب كرة قدم تركي.
- 1409هـ - نوري شاهين، لاعب كرة قدم تركي.

## وفيات
- 1319هـ - عبده الحامولي، موسيقار مصري.
- 1320هـ - عائشة التيمورية، أديبة مصرية.
- 1390هـ - محمد الفاضل بن عاشور، أحد أعلام الفكر الإسلامي المعاصر في تونس والعالم العربي.
- 1399هـ - فيليب حتي، مؤرخ أمريكي من أصل لبناني.
- 1424هـ - محمد توفيق، ممثل مصري.
- 1427هـ - أطوار بهجت، إعلامية عراقية.
- 1430هـ - حسين علي محفوظ، أديب ومؤرخ عراقي.
- 1434هـ - عمار الشريعي، موسيقي مصري.

## وصلات خارجية
- موقع قصة الإسلام: حدث في شهر محرم.